# Pier Candido Decembrio
Pour les articles homonymes, voir Decembrio.
Pier Candido Decembrio (né le 24 octobre 1399 à Pavie, dans le duché de Milan et mort le 12 novembre 1477 à Milan) est un humaniste et homme d'État italien du XVe siècle.

## Biographie
Pier Candido Decembrio est issu d'une vieille famille de Vigevano. Son père Uberto († 7 avril 1427) fut à partir de 1390 environ le secrétaire du prélat d'origine grecque Pietro Filargo ou Pierre Philargis (futur pape Alexandre V), lequel était un proche du seigneur de Milan Jean Galéas Visconti. Uberto accompagna Philargis dans de nombreuses missions diplomatiques, particulièrement à Prague, auprès de l'empereur Sigismond, en 1393/95, légation qui obtint pour Jean Galéas Visconti le titre de duc de Milan. Au retour, Uberto reçut de Visconti, en récompense de ses services, le titre de comte palatin. Pier Decembrio, né à Pavie (siège de la cour Visconti), eut Pierre Philargis, alors évêque de Novare, pour parrain. Il avait trois frères : Modesto, son aîné, Paolo Valerio et Angelo Camillo, ses cadets.
Pierre Philargis devient archevêque de Milan en mai 1402, et Uberto Decembrio le suit avec sa famille dans la métropole. En 1404, il passe au service de la chancellerie ducale, mais il commet une imprudence en tentant de réconcilier le duc Jean Marie Visconti avec son frère Philippe Marie : en janvier 1411, une lettre qu'il adressait à ce dernier est interceptée par des hommes de Facino Cane, et il est jeté en prison, où il reste un an et demi, jusqu'à l'avènement comme duc de Philippe Marie le 16 juin 1412. Pendant cette période, ses fils durent se réfugier à Gênes, où ils furent accueillis par la famille Doria. Pier Candido fait une partie de ses études dans cette ville, et il dédie un opuscule de jeunesse, le De septem artium liberalium inventoribus, à Tomaso Fregoso (it) (doge de Gênes de 1415 à 1421).
En 1419, de retour à Milan, il devient secrétaire du duc Philippe Marie, fonction qu'il occupe jusqu'à la mort de ce dernier en 1447. Cependant, son activité pendant cette longue période est assez mal documentée. On sait qu'il fut chargé de multiples missions diplomatiques : à Florence en 1423, auprès du pape Martin V en 1425, à Venise la même année, auprès d'Amédée VIII de Savoie en 1426, auprès de l'empereur Sigismond, puis au congrès d'Arras, en 1435, passant au retour par Dijon, où il rencontre René d'Anjou détenu dans cette ville, et par le château de Ripaille, où il est reçu par Amédée VIII. On relève encore des ambassades à Sienne et à Rome en 1443, à Venise en 1445. Dans une lettre qu'il lui adresse, Laurent Valla fait remarquer qu'il est toujours par monts et par vaux pour des missions diplomatiques, et qu'il n'y a aucun lieu où il séjourne moins qu'à Milan.
Au moment de la mort du duc Philippe Marie, le 13 août 1447, Decembrio se trouvait à Ferrare, comme ambassadeur milanais au congrès organisé par le pape Nicolas V pour pacifier les relations entre les États italiens. Il se mit ensuite au service de la République ambrosienne, et fut secrétaire de la chancellerie entre le 1er septembre 1448 et la fin février 1450. Il s'opposa avec virulence aux entreprises de François Sforza, l'accusant de trahison. Mais ayant mené une ambassade pendant l'été 1449 auprès du pape Nicolas V, il eut la bonne fortune, au début de 1450, de se voir offrir un poste de magister brevium à la curie pontificale (François Sforza entra à Milan le 25 mars 1450).
Dans la période suivante, au service du pape, Decembrio vécut à Rome, mais fit aussi des séjours à Naples, nouant une relation d'amitié avec le roi Alphonse d'Aragon, qu'il connaissait déjà. Il retourne à Milan en 1452 comme ambassadeur du pape, et se réconcilie avec François Sforza devenu duc. Il conserva son poste à la curie sous le pape suivant Calixte III (élu le 8 avril 1455), mais passe au service du roi Alphonse à l'été 1456. Il reçoit de ce roi une pension à vie et le privilège d'habiter dans le palais royal de Naples.
À la mort du roi (27 juin 1458), Decembrio se trouvait à Milan comme ambassadeur. Sa charge lui fut confirmée par le successeur Ferdinand Ier. Dans son voyage de retour, il s'arrête à Rome pour l'intronisation du nouveau pape, Pie II (élu le 19 août 1458). Rentré à Naples, il est gravement malade pendant plusieurs mois, puis est mêlé comme partisan de Ferdinand au conflit intérieur qui trouble le royaume de Naples à cette époque. Étant retourné à Milan en décembre 1459, il y apprend la détérioration de la situation de Ferdinand en face des partisans de Jean de Calabre, et décide de ne pas rentrer.
La période suivante est très incertaine pour lui : il cherche à trouver un nouvel emploi auprès de plusieurs gouvernements de la péninsule, mais sans grand succès. Au début de 1467, il est reçu à Ferrare par le duc Borso d'Este, et reste ensuite dans cette cour y compris sous son successeur Hercule Ier. Il retourne à Milan vers 1475, et y meurt le 12 novembre 1477. Il fut enseveli dans la basilique Saint-Ambroise, où sa seconde femme Battistina lui fit ériger un sarcophage en marbre, près de la porte principale.

## Œuvre littéraire
Decembrio est une figure de premier plan du milieu humaniste italien du XVe siècle : il est en rapport avec la plupart des personnages célèbres de l'époque, et eut des querelles fameuses avec Guarino Veronese et François Philelphe. Une part capitale de son legs littéraire est sa riche Correspondance, qu'il publia lui-même à trois reprises : un premier recueil en 1433 (59 lettres et discours, organisés en huit livres) ; un second vers 1443 (209 lettres rangées en neuf livres) ; un troisième en 1468 (270 lettres en cinq livres). Il fut empêché par la mort de poursuivre cette publication, et les lettres postérieures ont été dispersées.
La production littéraire de Decembrio, qui fut considérable, est en grande partie perdue. Voici l'inscription qui figure sur son tombeau : « P. Candidus Viglevanensis miles Philippi Mariæ ducis secretarius subinde Mediolanensium libertati præfuit parique modo sub Nicolao papa V et Alphonso Aragonum rege meruit operumque a se editorum libros supra CXXVII vulgaribus exceptis posteritati memoriæque reliquit ». Il comptait donc plus de cent vingt-sept ouvrages en latin, sans compter les textes en italien. Voici les principaux textes originaux qui sont conservés :
- De septem liberalium artium inventoribus, œuvre de sa prime jeunesse quand il se trouvait à Gênes (traité sur les disciplines du Trivium et du Quadrivium, inspiré des Étymologies d'Isidore de Séville) ;
- De vitæ ignorantia, dialogue composé après 1428, sur les buts de l'existence humaine ;
- Historia peregrina (vers 1430), recueil de trois brefs écrits sans rapport : un qui est intitulé Cosmographia, un autre intitulé De genitura hominis (traité de médecine sur la conception et la naissance), un troisième intitulé De muneribus Romanæ rei publicæ, sur les différentes charges dans l'État romain antique, avec ensuite une série de courtes biographies d'écrivains romains ;
- Grammaticon, une grammaire latine en deux parties ;
- De humani animi immortalitate, traité composé au début des années 1460 et dédié à François Sforza, inspiré du De spiritu et anima de saint Augustin, et aussi de Platon ;
- De natura avium et animalium, écrit de la fin des années 1460, dédié à Louis III de Mantoue, en cinq livres ;
- De laudibus Mediolanensium urbis panegyricus, composé sans doute en 1436, réponse à la Laudatio Florentinæ urbis de Leonardo Bruni, écrite au début du siècle, mais remise en circulation en 1434 ;
- Romanæ historiæ brevis epitoma, texte écrit vers 1450 pour Alphonse d'Aragon (extension d'un texte de son père Uberto ; attribué longtemps à Boccace) ;
- De origine fidei, opuscule rédigé après 1455, avec une première partie qui est une histoire du christianisme, et une seconde qui est un tableau des empereurs depuis Jules César jusqu'à Frédéric III ;
- Vita Homeri, écrite vers 1440 pour servir d'introduction à la traduction latine de l'Iliade ;
- Vita Philippi Mariæ Vicecomitis, biographie de Philippe Marie Visconti, composée en 1447, en soixante-et-onze chapitres, texte le plus célèbre et le plus précieux de l'humaniste en dehors de ses lettres ; inspirée de la Vie d'Auguste de Suétone ;
- Vita Francisci Sfortiæ, biographie de François Sforza composée en 1461/62 pour obtenir les bonnes grâces du duc, bien moins informée et maîtrisée que la précédente ; traduite en italien par l'auteur ;
- Vita Herculis Estensis, composée après l'avènement de l'intéressé, Hercule d'Este, comme duc en 1471 ;
- Oratio in funere Nicolai Picinini, oraison funèbre de Niccolò Piccinino, mort en 1444, qui est aussi une biographie ;
- Ex illustrium comparationibus in Plutarchum Cheronensem libri quattuor, résumé incomplètement parvenu jusqu'à nous des Vies parallèles de Plutarque, composé après 1460 et dédié au roi Louis XI.

Decembrio a également regroupé lui-même ses compositions poétiques et des poèmes qui lui avaient été dédiés en un recueil en deux livres : Epistularum metricarum et epigrammaton libri (environ 150 poèmes, dont 25 composés pour lui par d'autres). En 1419, il se lança dans une Continuation de l'Énéide, mais ne produisit que 89 vers (« les funérailles de Turnus ») ; Maffeo Vegio ayant ensuite publié, en 1428, un texte de 611 vers sur le même sujet (le « livre XIII » de l'Énéide), Decembrio l'accusa de plagiat.
Il est aussi célèbre pour son importante activité de traducteur : du grec au latin, et du latin à l'italien. Cette seconde catégorie regroupe surtout des traductions faites à la demande de Philippe Marie Visconti : des versions italiennes de l'Historia Alexandri Magni de Quinte-Curce, du De bello Gallico et du De bello civile de Jules César, du De primo bello Punico, traduction latine de Polybe par Leonardo Bruni, de l' Apocolocyntosis de Sénèque. Il a également traduit en italien des textes de Columelle et d'Apulée.
Decembrio se mit au grec surtout vers la quarantaine. Il commença à traduire l'Iliade en prose latine vers 1440 ; cinq chants sont parvenus jusqu'à nous (les chants I à IV, et le chant X) ; ils furent dédiés et envoyés au roi Jean II de Castille. À la même époque, il travailla à sa plus célèbre traduction, celle de la République de Platon : elle avait déjà été commencée par son père Uberto, qui apprit le grec auprès de Manuel Chrysoloras ; l'entière traduction fut adressée à Humphrey de Lancastre, un prince anglais cultivé entré en contact avec des humanistes italiens par l'entremise du Milanais Zanon de Castiglione, évêque de Bayeux (la Normandie étant alors anglaise) ; cette dédicace provoqua une brouille de Decembrio avec Leonardo Bruni, qui avait prévu d'adresser sa traduction de la Politique d'Aristote au prince anglais, mais la dédia finalement au pape Eugène IV. La version latine de la République par Decembrio eut ensuite une grande diffusion, particulièrement en Angleterre et en Espagne. Plus tard, il traduisit également de Platon le Lysis.
Le pape Nicolas V lança pendant son pontificat un programme de traduction d'auteurs grecs en latin. Quand il entra à son service, en 1450, Decembrio fut chargé de la traduction de l'Histoire romaine d'Appien, qui l'occupa plus de quatre ans. Après la mort de Nicolas V, il dédia son ouvrage (principalement les cinq livres conservés d'Appien consacrés aux guerres civiles romaines) à Alphonse d'Aragon. À la même époque, il traduisit aussi une partie du livre XVI de Diodore de Sicile.
En plus de cette activité de pure traduction, Decembrio a également étudié et commenté les textes anciens en philologue, comme en témoignent encore ses annotations sur des manuscrits.
Parmi ses œuvres dont on connaît les titres, mais qui semblent perdues, on peut relever une Vita Francisci Petrarcæ, un Commentarium in cantilenas ejus, une Vita beati Ambrosii, un traité De juvenilibus studiis libri septem.

## Édition
- Attilio Butti, Felice Fossati, Giuseppe Petraglione (éd.), Petri Candidi Decembrii Opuscula historica, Rerum Italicarum scriptores (deuxième série), vol. 20-1, Bologne, 1925-1958 (contient : la Vita Philippi Mariæ Vicecomitis, la Vita Francisci Sfortiæ, l'Oratio in funere Nicolai Picinini, le De laudibus Mediolanensium urbis panegyricus).